# 麻叶风轮菜
麻叶风轮菜（学名：Clinopodium urticifolium），为唇形科风轮菜属下的一个植物种。